# Alberto Ferreiro
Alberto Ferreiro (* 1952 in Mexiko-Stadt) ist ein US-amerikanischer Historiker.

## Leben
Von 1973 bis 1977 studierte er Geschichte am Tarrant County Junior College in Fort Worth und von 1977 bis 1979 an der University of Texas at Arlington, dort 1979 M.A. mit der Arbeit: St. Martin of Braga: His Times, Life, and Thought. Von 1979 bis 1986 absolvierte er ein postgraduales Studium und die Promotion zum PhD an der University of California, Santa Barbara. Thema der Dissertation: The Visigoths in Gaul and Spain A.D. 418–711: A Bibliography, 1986. Von 1991 bis 1998 war er Adjunct professor am Fuller Theological Seminary in Seattle. Seit 2006 ist er Full Professor an der Seattle Pacific University, nun emeritiert. Seit 2007 lehrt er als Gastprofessor an der Universität Salamanca.
Seine Schwerpunkte sind neutestamentliche Apokryphen, Patrologie (Autoren der Iberischen Halbinsel), Geschichte des spanischen Westgotenreichs, Gallien in der Spätantike, Geschichte und Spiritualität des mittelalterlichen Mönchtums, Pilgerwesen und Vinzenz Ferrer.

## Schriften (Auswahl)
- Hg.: The devil, heresy and witchcraft in the Middle Ages. Essays in honor of Jeffrey B. Russell. Leiden 1998, ISBN 90-04-10610-3.
- Hg.: The Visigoths. Studies in culture and society . Leiden 1999, ISBN 90-04-11206-5.
- Simon Magus in patristic, medieval and early modern traditions . Leiden 2005, ISBN 90-04-14495-1.
- The Visigoths in Gaul and Iberia (update). A supplemental bibliography, 2013–2015. Leiden 2017, ISBN 978-90-04-34113-5.